# Wurduj (huyện)
Warduj là một huyện thuộc tỉnh Badakhshan, Afghanistan. Dân số thời điểm năm 1999 là -16,9 người.